# Gruibingen
Gruibingen è un comune tedesco di 2 169 abitanti, situato nel land del Baden-Württemberg.